# Reutte (distrikt)
Reutte är ett distrikt i förbundslandet Tyrolen i Österrike. Det gränsar till tyska Bayern i norr, Imst och Landeck i söder samt Bregenz och Bludenz i väster. Arealen är 1 237 km² och invånarantalet den 1 januari 2023 var 33 607. Huvudort är Reutte.
Distriktets omfattning överensstämmer med det traditionella landskapet Ausserfern.
Distriktet består av 37 kommuner, varav en stadskommun och en köpingskommun:

Kommunerna i distriktet Reutte.

Stadskommun (Stadtgemeinde):
- Vils

Köpingskommun (Marktgemeinde):
- Reutte

Kommuner (Gemeinden):

- Bach
- Berwang
- Biberwier
- Bichlbach
- Breitenwang
- Ehenbichl
- Ehrwald
- Elbigenalp
- Elmen
- Forchach
- Gramais
- Grän
- Heiterwang
- Hinterhornbach
- Holzgau
- Häselgehr
- Höfen
- Jungholz
- Kaisers
- Lechaschau
- Lermoos
- Musau
- Namlos
- Nesselwängle
- Pfafflar
- Pflach
- Pinswang
- Schattwald
- Stanzach
- Steeg
- Tannheim
- Vorderhornbach
- Weißenbach am Lech
- Wängle
- Zöblen